# Koisuru Fortune Cookie
„Koisuru Fortune Cookie” (jap. 恋するフォーチュンクッキー Koisuru Fōchun Kukkī) – trzydziesty drugi singel japońskiego zespołu AKB48, wydany w Japonii 21 sierpnia 2013 roku przez You! Be Cool.
Singel został wydany w siedmiu edycjach: trzech regularnych i trzech limitowanych (Type A, Type K, Type B) oraz „teatralnej” (CD). Osiągnął 1 pozycję w rankingu Oricon i pozostał na liście przez 27 tygodni, sprzedał się w nakładzie 1 549 343 egzemplarzy. Singel zdobył status płyty Milion.

## Lista utworów
Wszystkie utwory zostały napisane przez Yasushiego Akimoto.

### Type A
| CD  | | | |      |
| Nr  | Tytuł | Kompozycja | Aranżacja | Czas |
| 1.  | „Koisuru Fortune Cookie” (jap. 恋するフォーチュンクッキー)                                                            | Shintarō Itō | Seiji Mutō | 4:46 |
| 2.  | „Ai no imi o kangaete mita” (jap. 愛の意味を考えてみた) (wyk. Under Girls)                                            | Kōta Ogawa | Yūichi "Masa" Nonaka                                                                                                  | 3:05 |
| 3.  | „Kondo koso Ecstasy” (jap. 今度こそエクスタシー) (wyk. Next Girls)                                                    | Yoshimasa Inoue | Yoshimasa Inoue | 3:20 |
| 4.  | „Koisuru Fortune Cookie” (jap. 恋するフォーチュンクッキー) (off vocal version)                                        | Shintarō Itō | Seiji Mutō | 4:46 |
| 5.  | „Ai no imi o kangaete mita” (jap. 愛の意味を考えてみた) (off vocal version)                                           | Kōta Ogawa | Yūichi "Masa" Nonaka                                                                                                  | 3:05 |
| 6.  | „Kondo koso Ecstasy” (jap. 今度こそエクスタシー) (off vocal version)                                                  | Yoshimasa Inoue | Yoshimasa Inoue | 3:20 |
| DVD | | | |      |
| Nr  | Tytuł | Tytuł | Tytuł | Czas |
| 1.  | „Koisuru Fortune Cookie” (jap. 恋するフォーチュンクッキー) (Music Video)                                              | „Koisuru Fortune Cookie” (jap. 恋するフォーチュンクッキー) (Music Video)                                              | „Koisuru Fortune Cookie” (jap. 恋するフォーチュンクッキー) (Music Video)                                              |      |
| 2.  | „Ai no imi o kangaete mita” (jap. 愛の意味を考えてみた) (Music Video)                                                 | „Ai no imi o kangaete mita” (jap. 愛の意味を考えてみた) (Music Video)                                                 | „Ai no imi o kangaete mita” (jap. 愛の意味を考えてみた) (Music Video)                                                 |      |
| 3.  | „Kondo koso Ecstasy” (jap. 今度こそエクスタシー) (Music Video)                                                        | „Kondo koso Ecstasy” (jap. 今度こそエクスタシー) (Music Video)                                                        | „Kondo koso Ecstasy” (jap. 今度こそエクスタシー) (Music Video)                                                        |      |
| 4.  | „SF shōjo drama series „ADS77”: Daiichimaku Nana to iu ane” (jap. SF少女ドラマシリーズ「ADS77」：第一幕 ナナという姉) | „SF shōjo drama series „ADS77”: Daiichimaku Nana to iu ane” (jap. SF少女ドラマシリーズ「ADS77」：第一幕 ナナという姉) | „SF shōjo drama series „ADS77”: Daiichimaku Nana to iu ane” (jap. SF少女ドラマシリーズ「ADS77」：第一幕 ナナという姉) |      |
| 5.  | „Koisuru Fortune Cookie Furitsuke eizō Type A” (jap. 恋するフォーチュンクッキー 振り付け映像 Type A)                  | „Koisuru Fortune Cookie Furitsuke eizō Type A” (jap. 恋するフォーチュンクッキー 振り付け映像 Type A)                  | „Koisuru Fortune Cookie Furitsuke eizō Type A” (jap. 恋するフォーチュンクッキー 振り付け映像 Type A)                  |      |

### Type K
| CD  | | | |      |
| Nr  | Tytuł                                                                                                | Kompozycja                                                                                           | Aranżacja                                                                                            | Czas |
| 1.  | „Koisuru Fortune Cookie” (jap. 恋するフォーチュンクッキー)                                           | Shintarō Itō                                                                                         | Seiji Mutō                                                                                           | 4:46 |
| 2.  | „Ai no imi o kangaete mita” (jap. 愛の意味を考えてみた) (wyk. Under Girls)                           | Kōta Ogawa                                                                                           | Yūichi "Masa" Nonaka                                                                                 | 3:05 |
| 3.  | „Suitei Marmalade” (jap. 推定マーマレード) (wyk. Future Girls)                                       | Yuma Kawashima                                                                                       | Hiroshi Sasaki                                                                                       | 4:41 |
| 4.  | „Koisuru Fortune Cookie” (jap. 恋するフォーチュンクッキー) (off vocal ver.)                          | Shintarō Itō                                                                                         | Seiji Mutō                                                                                           | 4:46 |
| 5.  | „Ai no imi o kangaete mita” (jap. 愛の意味を考えてみた) (off vocal ver.)                             | Kōta Ogawa                                                                                           | Yūichi "Masa" Nonaka                                                                                 | 3:05 |
| 6.  | „Suitei Marmalade” (jap. 推定マーマレード) (off vocal ver.)                                          | Yuma Kawashima                                                                                       | Hiroshi Sasaki                                                                                       | 4:41 |
| DVD | | | |      |
| Nr  | Tytuł                                                                                                | Tytuł                                                                                                | Tytuł                                                                                                | Czas |
| 1.  | „Koisuru Fortune Cookie” (jap. 恋するフォーチュンクッキー) (Music Video)                             | „Koisuru Fortune Cookie” (jap. 恋するフォーチュンクッキー) (Music Video)                             | „Koisuru Fortune Cookie” (jap. 恋するフォーチュンクッキー) (Music Video)                             |      |
| 2.  | „Ai no imi o kangaete mita” (jap. 愛の意味を考えてみた) (Music Video)                                | „Ai no imi o kangaete mita” (jap. 愛の意味を考えてみた) (Music Video)                                | „Ai no imi o kangaete mita” (jap. 愛の意味を考えてみた) (Music Video)                                |      |
| 3.  | „Suitei Marmalade” (jap. 推定マーマレード) (Music Video)                                             | „Suitei Marmalade” (jap. 推定マーマレード) (Music Video)                                             | „Suitei Marmalade” (jap. 推定マーマレード) (Music Video)                                             |      |
| 4.  | „SF shōjo drama series „ADS77”: Dainimaku Haiki” (jap. SF少女ドラマシリーズ「ADS77」：第二幕 廃棄)   | „SF shōjo drama series „ADS77”: Dainimaku Haiki” (jap. SF少女ドラマシリーズ「ADS77」：第二幕 廃棄)   | „SF shōjo drama series „ADS77”: Dainimaku Haiki” (jap. SF少女ドラマシリーズ「ADS77」：第二幕 廃棄)   |      |
| 5.  | „Koisuru Fortune Cookie Furitsuke eizō Type K” (jap. 恋するフォーチュンクッキー 振り付け映像 Type K) | „Koisuru Fortune Cookie Furitsuke eizō Type K” (jap. 恋するフォーチュンクッキー 振り付け映像 Type K) | „Koisuru Fortune Cookie Furitsuke eizō Type K” (jap. 恋するフォーチュンクッキー 振り付け映像 Type K) |      |

### Type B
| CD  | | | |      |
| Nr  | Tytuł                                                                                                | Kompozycja                                                                                           | Aranżacja                                                                                            | Czas |
| 1.  | „Koisuru Fortune Cookie” (jap. 恋するフォーチュンクッキー)                                           | Shintarō Itō                                                                                         | Seiji Mutō                                                                                           | 4:46 |
| 2.  | „Saigo no Door (Tomomi Itano sotsugyō song)” (jap. 最後のドア(板野友美卒業ソング))                   | Shinya Sumida                                                                                        | Makoto Wakatabe                                                                                      | 4:21 |
| 3.  | „Namida no sei janai (Mariko Shinoda sotsugyō song)” (jap. 涙のせいじゃない（篠田麻里子卒業ソング）) | Katsuhiko Yamamoto                                                                                   | Takeshi Masuda                                                                                       | 5:26 |
| 4.  | „Koisuru Fortune Cookie” (jap. 恋するフォーチュンクッキー) (off vocal ver.)                          | Shintarō Itō                                                                                         | Seiji Mutō                                                                                           | 4:46 |
| 5.  | „Saigo no Door” (jap. 最後のドア) (off vocal ver.)                                                   | Shinya Sumida                                                                                        | Makoto Wakatabe                                                                                      | 4:21 |
| 6.  | „Namida no sei janai” (jap. 涙のせいじゃない) (off vocal ver.)                                       | Katsuhiko Yamamoto                                                                                   | Takeshi Masuda                                                                                       | 5:26 |
| DVD | | | |      |
| Nr  | Tytuł                                                                                                | Tytuł                                                                                                | Tytuł                                                                                                | Czas |
| 1.  | „Koisuru Fortune Cookie” (jap. 恋するフォーチュンクッキー) (Music Video)                             | „Koisuru Fortune Cookie” (jap. 恋するフォーチュンクッキー) (Music Video)                             | „Koisuru Fortune Cookie” (jap. 恋するフォーチュンクッキー) (Music Video)                             |      |
| 2.  | „Saigo no Door” (jap. 最後のドア) (Music Video)                                                      | „Saigo no Door” (jap. 最後のドア) (Music Video)                                                      | „Saigo no Door” (jap. 最後のドア) (Music Video)                                                      |      |
| 3.  | „Namida no sei janai” (jap. 涙のせいじゃない) (Music Video)                                          | „Namida no sei janai” (jap. 涙のせいじゃない) (Music Video)                                          | „Namida no sei janai” (jap. 涙のせいじゃない) (Music Video)                                          |      |
| 4.  | „SF shōjo drama series „ADS77”: Daisanmaku Kōrei” (jap. SF少女ドラマシリーズ「ADS77」：第三幕 降霊)  | „SF shōjo drama series „ADS77”: Daisanmaku Kōrei” (jap. SF少女ドラマシリーズ「ADS77」：第三幕 降霊)  | „SF shōjo drama series „ADS77”: Daisanmaku Kōrei” (jap. SF少女ドラマシリーズ「ADS77」：第三幕 降霊)  |      |
| 5.  | „Koisuru Fortune Cookie Furitsuke eizō Type B” (jap. 恋するフォーチュンクッキー 振り付け映像 Type B) | „Koisuru Fortune Cookie Furitsuke eizō Type B” (jap. 恋するフォーチュンクッキー 振り付け映像 Type B) | „Koisuru Fortune Cookie Furitsuke eizō Type B” (jap. 恋するフォーチュンクッキー 振り付け映像 Type B) |      |

### Wer. teatralna
| CD |                                                                                |                   |                      |      |
| Nr | Tytuł                                                                          | Kompozycja        | Aranżacja            | Czas |
| 1. | „Koisuru Fortune Cookie” (jap. 恋するフォーチュンクッキー)                     | Shintarō Itō      | Seiji Mutō           | 4:46 |
| 2. | „Ai no imi o kangaete mita” (jap. 愛の意味を考えてみた) (wyk. Under Girls)     | Kōta Ogawa        | Yūichi "Masa" Nonaka | 3:05 |
| 3. | „Aozora Café” (jap. 青空カフェ)                                                | Takanori Fujimoto | Yūgo Sasakura        | 4:11 |
| 4. | „Koisuru Fortune Cookie” (jap. 恋するフォーチュンクッキー) (off vocal version) | Shintarō Itō      | Seiji Mutō           | 4:46 |
| 5. | „Ai no imi o kangaete mita” (jap. 愛の意味を考えてみた) (off vocal version)    | Kōta Ogawa        | Yūichi "Masa" Nonaka | 3:05 |
| 6. | „Aozora Café” (jap. 青空カフェ) (off vocal version)                            | Takanori Fujimoto | Yūgo Sasakura        | 4:11 |

## Skład zespołu
Członkinie, które wzięły udział w nagraniu singla, zostały wybrane w drodze głosowania:
| „Koisuru Fortune Cookie” |
| --- |
| - Team A: Mayu Watanabe (3.) Mariko Shinoda (5.), Minami Takahashi (8.), Yui Yokoyama (13.) - Team K: Yūko Ōshima (2.), Tomomi Itano (11.) - Team B: Yuki Kashiwagi (4.), Haruna Kojima (9.), Haruka Shimazaki (12.) - SKE48 Team S / Team K: Jurina Matsui (6.) - SKE48 Team KII: Akari Suda (16.) - SKE48 Team E: Rena Matsui (7.) - NMB48 Team N (NMB48) / Team B: Miyuki Watanabe (15.) - NMB48 Team N: Sayaka Yamamoto (14.) - HKT48 Team H: Rino Sashihara (środek, 1.) - SNH48: Sae Miyazawa (10.) |

| „Ai no imi o kangaete mita” |
| --- |
| - Team A: Rina Kawaei (25.), Anna Iriyama (30.) - Team K: Rie Kitahara (21.) - Team B: Ayaka Umeda (19.), Reina Fujie (32.) - Kenkyūsei: Minami Minegishi (18.) - SKE48 Team S: Masana Ōya (29.), Yuria Kizaki (22.) - SKE48 Team KII: Aya Shibata (środek, 17.), Akane Takayanagi (23.), Airi Furukawa (27.) - SKE48 Team E: Kanon Kimoto (31.) - SKE48 Kenkyūsei: Kaori Matsumura (24.) - NMB48 Team M: Nana Yamada (28.) - HKT48 Team H: Sakura Miyawaki (26.) - JKT48 Team J / Team B: Aki Takajō (20.) |

| „Kondo koso Ecstasy” |
| --- |
| - Team A: Yuka Tanō (38.) - Team K: Amina Satō (środek, 33.), Mariya Nagao (35.), Asuka Kuramochi (36.), Tomu Mutō (45.) - Team B: Haruka Katayama (34.), Haruka Ishida (46.) - Team B / SKE48 Team KII: Mina Ōba (48.) - SKE48 Team S: Makiko Saitō (42.) - SKE48 Team KII: Rina Matsumoto (41.), Ami Kobayashi (47.) - SKE48 Team E (SKE48): Madoka Umemoto (39.) - NMB48 Team M / Team A: Fūko Yagura (44.) - NMB48 Team N: Kei Jōnishi (40.) - HKT48 Team H: Haruka Kodama (37.), Aika Ōta (43.) |

| „Suitei Marmalade” |
| --- |
| - Team A: Ayaka Kikuchi (51.), Sumire Satō (52.), Sakiko Matsui (60.) - Team K: Ami Maeda (53.) - Team B: Misaki Iwasa (56.), Suzuran Yamauchi (61.) - Team B / NMB48 Team N: Miori Ichikawa (57.) - SKE48 Team S: Kyoka Isohara (58), Yūka Nakanishi (64.) - SKE48 Team E: Shiori Kaneko (63.) - NMB48 Team N: Akari Yoshida (50.), Mayu Ogasawara (54.) - NMB48 Team BII: Shū Yabushita (środek, 49) - HKT48 Kenkyūsei: Meru Tashima (55.), Mio Tomonaga (59.) - Była członkini: Natsumi Hirajima (62.) |

| „Saigo no Door” |
| --- |
| Piosenka na ukończenie członkostwa Tomomi Itano w zespole. - Team A: Mariko Shinoda, Minami Takahashi, Yui Yokoyama, Mayu Watanabe - Team K: Tomomi Itano (środek), Yūko Ōshima - Team B: Yuki Kashiwagi, Haruna Kojima, Haruka Shimazaki - Kenkyūsei: Minami Minegishi - SKE48 Team S / Team K: Jurina Matsui - HKT48 Team H: Rino Sashihara - SNH48: Sae Miyazawa |

| „Namida no sei janai” |
| --- |
| Piosenka na ukończenie członkostwa Mariko Shinody w zespole. - Team A: Mariko Shinoda (środek), Minami Takahashi, Yui Yokoyama, Mayu Watanabe - Team K: Tomomi Itano, Yūko Ōshima - Team B: Yuki Kashiwagi, Haruna Kojima, Haruka Shimazaki - Kenkyūsei: Minami Minegishi - SKE48 Team S / Team K: Jurina Matsui - HKT48 Team H: Rino Sashihara - SNH48: Sae Miyazawa |

| „Aozora Café” |
| --- |
| - AKB48 Kenkyūsei: Moe Aigasa, Saho Iwatate, Ayaka Okada, Nana Okada, Mako Kojima, Ayana Shinozaki, Miki Nishino, Yuiri Murayama - SKE48 Kenkyūsei: Ryoha Kitagawa, Yuna Kitahara, Mizuho Yamada - NMB48 Kenkyūsei: Nagisa Shibuya, Momoka Hayashi - HKT48 Kenkyūsei: Kanna Okada, Meru Tashima, Mio Tomonaga |

## Notowania
| Lista                             | Pozycja |
| --------------------------------- | ------- |
| Oricon Weekly Singles Chart       | 1       |
| Oricon Yearly Singles Chart       | 2       |
| Billboard Japan Hot 100           | 1       |
| Billboard Japan Hot Singles Sales | 1       |

## Wersja JKT48
Grupa JKT48 wydała własną wersję piosenki jako trzeci singel, pt. Fortune Cookie in Love – Fortune Cookie Yang Mencinta. Ukazał się 21 sierpnia 2013 roku w dwóch edycjach: regularnej (CD+DVD) i „teatralnej” (CD).

### Lista utworów
| CD  | | |      |
| Nr  | Tytuł | Oryginalna piosenka                                                                                                 | Czas |
| 1.  | „Fortune Cookie in Love -Fortune Cookie Yang Mencinta-”                                                             | „Koisuru Fortune Cookie”                                                                                            |      |
| 2.  | „First Rabbit” | „First Rabbit” |      |
| 3.  | „Baby! Baby! Baby! -Passionate Prayer Version-”                                                                     | „Baby! Baby! Baby!”                                                                                                 |      |
| 4.  | „Fortune Cookie in Love -English Version-” (Fortune Cookie Yang Mencinta -English Version-) (tylko CD+DVD)          | „Koisuru Fortune Cookie”                                                                                            |      |
| DVD | | |      |
| Nr  | Tytuł | Tytuł | Czas |
| 1.  | „Fortune Cookie in Love Music Video -Fortune Cookie Yang Mencinta Music Video-”                                     | „Fortune Cookie in Love Music Video -Fortune Cookie Yang Mencinta Music Video-”                                     |      |
| 2.  | „Fortune Cookie in Love Music Video Behind The Scenes -Fortune Cookie Yang Mencinta Music Video Behind The Scenes-” | „Fortune Cookie in Love Music Video Behind The Scenes -Fortune Cookie Yang Mencinta Music Video Behind The Scenes-” |      |

## Wersja SNH48
Grupa SNH48 wydała własną wersję piosenki, zatytułowaną Fortune Cookie of Love (chiń. 爱的幸运曲奇; pinyin Ài de xìngyùn qū qí), jako trzeci minialbum. Ukazał się 25 listopada 2013 roku w edycji limitowanej (Beijing Limited Edition), a 29 listopada w edycji regularnej (Shanghai Handshake Edition).

### Lista utworów
| CD  |                                                        |                                                        |                                                        |      |
| Nr  | Tytuł                                                  | Słowa                                                  | Oryginalna piosenka                                    | Czas |
| 1.  | „Ài de xìngyùn qū qí” (chn. 爱的幸运曲奇)              | Zhang Chang                                            | „Koisuru Fortune Cookie”                               |      |
| 2.  | „Làngmàn shèngdàn yè” (chn. 浪漫圣诞夜)                | Li Wei                                                 | „Noël no yoru”                                         |      |
| 3.  | „Jièkǒu” (chn. 借口)                                   | Zhang Chang                                            | „Iiwake Maybe”                                         |      |
| 4.  | „Kāità zhě” (chn. 开拓者)                              | Shànghǎi xīng sì bā                                    | „Beginner”                                             |      |
| 5.  | „Shēngmìng zhī fēng” (chn. 生命之风)                   | Shànghǎi xīng sì bā                                    | „Kaze wa fuiteiru”                                     |      |
| 6.  | „Ài de xìngyùn qū qí” (chn. 爱的幸运曲奇) (off-vocal)  |                                                        | „Koisuru Fortune Cookie”                               |      |
| 7.  | „Làngmàn shèngdàn yè” (chn. 浪漫圣诞夜) (off-vocal)    |                                                        | „Noël no yoru”                                         |      |
| 8.  | „Jièkǒu” (chn. 借口) (off-vocal)                       |                                                        | „Iiwake Maybe”                                         |      |
| 9.  | „Kāità zhě” (chn. 开拓者) (off-vocal)                  |                                                        | „Beginner”                                             |      |
| 10. | „Shēngmìng zhī fēng” (chn. 生命之风) (off-vocal)       |                                                        | „Kaze wa fuiteiru”                                     |      |
| DVD |                                                        |                                                        |                                                        |      |
| Nr  | Tytuł                                                  | Tytuł                                                  | Tytuł                                                  | Czas |
| 1.  | „Ài de xìngyùn qū qí” (Guangzhou Concert Live Version) | „Ài de xìngyùn qū qí” (Guangzhou Concert Live Version) | „Ài de xìngyùn qū qí” (Guangzhou Concert Live Version) |      |
| 2.  | „Kāità zhě” (Guangzhou Concert Live Version)           | „Kāità zhě” (Guangzhou Concert Live Version)           | „Kāità zhě” (Guangzhou Concert Live Version)           |      |
| 3.  | „Shēngmìng zhī fēng” (Guangzhou Concert Live Version)  | „Shēngmìng zhī fēng” (Guangzhou Concert Live Version)  | „Shēngmìng zhī fēng” (Guangzhou Concert Live Version)  |      |
| 4.  | „Jièkǒu” (Guangzhou Concert Live Version)              | „Jièkǒu” (Guangzhou Concert Live Version)              | „Jièkǒu” (Guangzhou Concert Live Version)              |      |

## Wersja BNK48
Grupa BNK48 wydała własną wersję piosenki, zatytułowaną „Koisuru Fortune Cookie (Khukki Siangthai)” (taj. Koisuru Fortune Cookie (คุกกี้เสี่ยงทาย)), jako drugi singel. Ukazał się 20 grudnia 2017 roku. Sprzedał się w liczbie 30 tys. egzemplarzy i miliona streamów.

### Lista utworów
| CD |                                                                                        |                                            |                          |      |
| Nr | Tytuł                                                                                  | Słowa                                      | Oryginalna piosenka      | Czas |
| 1. | „Koisuru Fortune Cookie (Khukki Siangthai)” (taj. Koisuru Fortune Cookie (คุกกี้เสี่ยงทาย)) | Tanupop Notayanont                         | „Koisuru Fortune Cookie” | 4:47 |
| 2. | „BNK48 (Bangkok48)”                                                                    | Pongchuk Pissathanporn, Tanupop Notayanont | –                        | 4:00 |
| 3. | „Skirt Hirari” (taj. พลิ้ว)                                                              | Trai Bhumiratna                            | „Skirt, hirari”          | 4:02 |
| 4. | „Koisuru Fortune Cookie (Khukki Siangthai)” (Off Vocal Version)                        |                                            |                          | 4:47 |
| 5. | „BNK48 (Bangkok48)” (Off Vocal Version)                                                |                                            |                          | 4:00 |
| 6. | „Skirt Hirari” (Off Vocal Version)                                                     |                                            |                          | 4:02 |

### Notowania
| Lista                               | Pozycja |
| ----------------------------------- | ------- |
| HITZ 20 Thailand – 95.5 Virgin HitZ | 1       |
| Spotify Top 200 Thailand            | 1       |
| EFM 104.5 Top Air Play              | 5       |
| IW Weekly Music Chart               | 5       |

## Inne wersje
- Indonezyjska grupa JKT48, wydała własną wersję piosenki „Kondo koso Ecstasy” na szóstym singlu Gingham Check w 2014 roku.
- Grupa SNH48 wydała własne wersje piosenek „Kondo koso Ecstasy” i „Ai no imi o kangaete mita”, pt. „Shénhún diāndǎo” (chn. 神魂颠倒) i „Ài de yìyì” (chn. 爱的意义) odpowiednio, na czwartym minialbumie Heart Electric w 2014 roku.